# Druga strona plakatu
Druga strona plakatu – polski film dokumentalny w reżyserii Marcina Latałły z 2010 roku, próba przedstawienia historii polskiej szkoły plakatu.
Autorzy dokumentu ukazali wpływ polskich plakacistów na rozwój tej dziedziny sztuki w Europie. Reżyser pokusił się o połączenie archiwalnych materiałów z zapisami wywiadów plakacistów polskich 2 poł. XX wieku z wypowiedziami ich uczniów z Polski oraz Francji. O wyrażenie swoich obserwacji poproszeni też zostali polscy reżyserzy. Okiem kamery zarejestrowano świadectwa takich ludzi kultury, jak, m.in.: Mieczysław Wasilewski, Wojciech Fangor, Andrzej Wajda, Waldemar Świerzy, Szymon Bojko, Jakub Erol, Krzysztof Zanussi, Agnieszka Holland, Andrzej Pągowski, Lech Majewski, Michel Quarez, Pierre Bernard, Gérard Paris-Clavel, Piotr Młodożeniec, Filip Pągowski, Thierry Sarfis, Margo Rouard Snowman, Michał Batory, Krzysztof Dydo, Michał Poniż. Powstanie filmu współfinansował Polski Instytut Sztuki Filmowej. Obraz został nagrodzony na Międzynarodowym Festiwalu Filmów Artystycznych w Szolnoku w 2012 roku.